# أحمد ماطر
أحمد ماطر فنان تشكيلي وطبيب سعودي ولد عام 1979 في مدينة تبوك، وهورسام ومصور يحاول في أعماله سرد التحولات الكبرى في الجزيرة العربية، بالإضافة إلى خلق النقاش حول التاريخ والثقافة الإسلامية من زوايا فنية وجمالية. وهو أول رئيس تنفيذي لمعهد مسك للفنون عام 2017م.

## تعليمية
درس الطب في جامعة الملك خالد في أبها قبل أن ينضم إلى قرية المفتاحة الفنية ويحصل على مرسمه الخاص فيها ويبدأ طريقه مع الفن من هناك، أسهم مع بعض الفنانين في قرية المفتاحة في إنشاء جماعة شتا الفنية وقدمت أولى معارضها بداية عام 2005 التي لفتت الانتباه بقوة لطبيعة الفن التي تقدمة واثارت الكثير من الجدل.

## طفولته
ولد في تبوك المدينة ذات الطابع العسكري والواقعة شمال غرب المملكة العربية السعودية على حدود الاردن وهو الابن البكر لماطر ال زياد عسيري الرقيب في الجيش السعودي وفاطمة حسن عسيري الرسامة التقليدية للبيوت العسيرية.
عاد والد احمد إلى مسقط رأسه منطقة عسير عام 1994 ليعيش في مدينة ابها وهناك اكمل الدراسة الثانوية.

## التعليم
حصل على درجة البكالوريوس من جامعة الملك خالد عام 2006.

## بداية مشواره الفني
بعد التحاقه بجامعة الملك خالد في أبها لدراسة الطب انضم أحمد ماطر إلى قرية المفتاحة للفنون العام 1999م وهي جزء من مركز الملك فهد الثقافي تحت رعاية الأمير خالد الفيصل وحصل على مرسمه الخاص فيها.

## المشاركات الخارجية
شارك في العديد من معارض الرسم التقليدي والمعاصر وفاز بعدد من الجوائز منها جائزة أبها الثقافية للفنون الجميلة والتصوير، قبل أن يبدأ مسيرة مشاركات خارجية حافلة، شملت مجموعة من أهم معارض الفن والمتاحف حول العالم.
اختيرت لوحته «أشعة 2003»، للمشاركة في معرض «الكلمة إلى الفن» الذي احتضنه المتحف البريطاني في عام 2006. اللوحة ضمت إلى مجموعة المتحف البريطاني فيما بعد.
شارك في معرض «حافة الصحراء» للفن السعودي في لندن في عام 2008، الذي أطلق موجة من الاهتمام بالفن السعودي في كثير من دول العالم.

## الإصدرات
- عسير من السماء.
- مجسمات القرن العشرين وتاريخ الفضاء العام.
- صحراء فاران التغيرات الحضرية في العمارة الإسلامية.[3]

## الجوائز والتكريم
- اختير عام 2009 في قائمة مجموعة «بيزنس» العربية كأبرز الشّخصيات العربية المؤثرة في العالم.
- اختير عام 2016 لرسم لوحة «طريق الحرير» ليُهديها ولي العهد الأمير محمد بن سلمان آل سعود للرئيس الصيني، لتُجسد عمق علاقة المملكة بالصين.
- حصل على جائزة «الإبداع الثقافي» من مبادرة تكريم في الكويت عام 2018.[8]